# Cirrhilabrus morrisoni
Cirrhilabrus morrisoni är en fiskart som beskrevs av Allen, 1999. Cirrhilabrus morrisoni ingår i släktet Cirrhilabrus och familjen läppfiskar. IUCN kategoriserar arten globalt som livskraftig. Inga underarter finns listade i Catalogue of Life.